# 巨型扇沉積
巨型扇沉積（英語：megafan）是一種大型扇形沉積，是由大型河流穿越山地抵達平原時，流速降低攜帶的砂石大量堆積形成的，從扇頂到扇底的長度一般超過100公里。